# Independence Park
Independence Park to kompleks sportowy i kulturalny w Kingston na Jamajce zbudowany na Igrzyska Imperium Brytyjskiego i Wspólnoty Brytyjskiej 1966. Mieści się tu wiele obiektów sportowych. Pomnik Boba Marleya oznacza wejście na stadion.
Obiekt ten jest Stadionem Narodowym Jamajki, który gości głównie piłkarzy jednak ma również zastosowanie lekkoatletyczne. Mogący pomieścić 35 000 osób obiekt, zwany w wolnym tłumaczeniu Parkiem Niepodległości jest areną przygotowań drużyny olimpijskiej Jamajki w lekkiej atletyce. W skład kompleksu wchodzą jeszcze hala sportowa oraz basen olimpijski.
W 2002 odbyły się tutaj juniorskie mistrzostwa świata w lekkoatletyce. Od 2010 roku stadion jest gospodarzem zawodów lekkoatletycznych Jamaica International Invitational wchodzącego w cykl imprez World Challenge Meetings, które zastąpiły World Athletics Tour.